# Kato nepoznat
Kato nepoznat è il primo singolo della cantante bulgara Andrea, il primo estratto dal suo album di debutto Ogan v kravta e pubblicato il 21 agosto 2006.